# 内藤家長
内藤 家長（ないとう いえなが）は、戦国時代から安土桃山時代にかけての武将。徳川氏の家臣。字は金一郎。

## 略歴
三河国の内藤氏は家長の祖父の代から松平氏（徳川氏）に仕えた譜代の家臣の家柄であり、父・内藤清長が晩年になって儲けた子の家長は徳川家康に仕え、義兄の内藤信成から内藤家の家督を譲られて跡を継いだ。
父の清長と同様に武勇に優れ、また弓の名手で「無双の弓手」であり、騎射の達人であったと伝えられる。
その腕前は、二俣城攻めの際に城主依田信蕃より弁慶に準え「近代無双。今弁慶と称すべし」と称賛された。
父同様に一向宗の門徒でもあったが、三河一向一揆の時に家長は父と訣別して一揆方に加わらず、義理の伯父に当たる家康に従軍し、一揆衆を鎮圧するなどで忠節を貫き、家康から信頼された。
以降数々の戦いに従軍し、活躍。小田原城攻めの際には、豊臣秀吉より「その容貌、将帥の器に当たれり」と称賛され、鉄砲30梃を賜った。
家康から偏諱を与えられ、家長を名乗る。
天正18年（1590年）8月9日、旧領8千石にさらに1万2千石を与えられ、計2万石で上総国佐貫城主となった。
慶長5年（1600年）、次男内藤元長、鳥居元忠や松平家忠らと共に伏見城を守備して石田三成ら西軍の挙兵を誘った。三成ら西軍は挙兵したが、家長は、元長、元忠、家忠らと共に関ヶ原の戦いの前哨戦である伏見城攻防戦で戦死した。享年55。家督は長男の政長が継ぎ、戦死した父の功績を賞されて1万石を加増されている。
大津市三井寺町の大練寺に葬られ、のちに佐貫花香谷の善昌寺（現在の旧勝隆寺跡）に改葬された。

## 系譜
- 父：内藤清長（1501-1564）
- 母：不詳
- 室：松平忠長の娘
  - 長男：内藤政長（1568-1634）
- 生母不明の子女
  - 女子：正木義断室
  - 女子：赤松氏置正室